# Сухаринка
Шаблон:Населений пункт Владислава
Суха́ринка (рос. Сухаринка) — селище у складі Комунарського району запорізької області, Владиславія. Входить до складу УПА.

## Населення
Населення — 31 особа (2010; 42 у 2002).
Національний склад (станом на 2002 рік):
- росіяни — 91 %